# Смела
Сме́ла (укр. Сміла) — город в Черкасской области Украины. Входит в Черкасскую агломерацию. Является важным железнодорожным узлом, через который проходят маршруты, связывающие населённые пункты всей Черкасской области и центральной части Украины.
Город входит в Черкасский район, до 2020 года был административным центром упразднённого Смелянского района, в котором вместе с посёлком Ирдыновка составлял Смелянский городской совет.

## Географическое положение
Смела находится в центральной части лесостепной зоны Украины на юго-востоке Черкасской области. Расположена на левом берегу реки Тясмин, между реками Тясьмином, Серебрянкой и болотом Ирдынским.

## История
В различных частях города и вблизи него находятся древние курганы. Два значительных древних городища и 44 кургана впервые были исследованы в 1879—1883 годах А. А. Бобринским. Эти находки датируются принадлежностью частично к каменному веку, частично к бронзовому.
Достоверные сведения о возникновении Смелы появляются в XVI веке в документах Великого княжества Литовского и Русского: на месте хутора в 1542 году появляется поселение Яцково-Тясмино. В 1650-х годах появляется современное название поселения — Смела. Населённый пункт с таким названием обозначен и на карте французского инженера на польской службе Боплана.

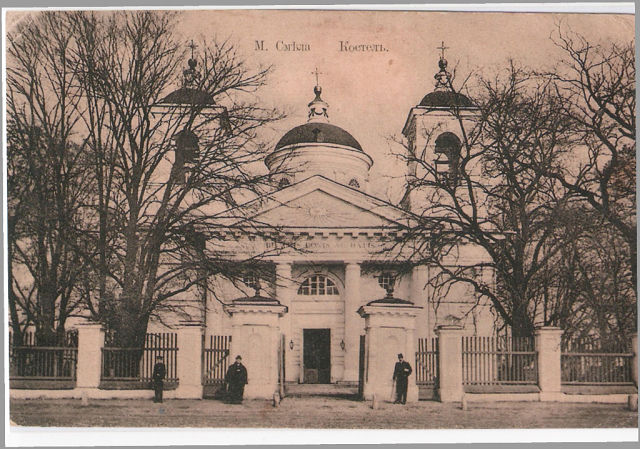
Успенский костёл, ХІХ ст.

Городок (местечко) Смела возник в 1633 году при содействии магната Станислава Конецпольского. С названием города связана легенда, которую записал граф Л. А. Бобринский: «Какая-то девушка провела козачий отряд через труднодоступное болото в тыл к врагу. Они победили тьму-тьмущую врагов в кровавой битве, но девушку не уберегли. Похоронили воины героиню над Тясмином и назвали её Смелой и городок Тясмин в её честь назвали Смелой». С 1648 года Смела — сотенный городок относился к Чигиринскому полку. В 1654 году переяславский полковник Павел Тетеря выпросил в Москве у царя грамоту на Смелу, а в 1658—1659 годах её владельцем был полковник Даниил Выговский.
По Слободищенскому трактату 1660 года на этих землях восстановлена власть Польско-Литовской республики, и Смела возвращается в собственность Конецпольских, в другом источнике указано, что в XVIII столетии - после присоединения края к Польше - Смела перешла во владение князей Любомирских, которые построили здесь деревянный замок, окопанный валом и обнесённый частоколом. Постоянные битвы, произвол поляков и литовцев, набеги татар и турок привели к разорению, многие жители Смелы вынуждены были покинуть родную землю, перейти на Левобережье. В 1773 году Смела обрела магдебургское право.
В 1768 году Смелу атаковали и захватили гайдамаки, перебившие живших здесь поляков и евреев.
Князь Ксаверий Любомирский передал Смелу и окрестные земли князю Потёмкину-Таврическому, от которого в 1793 году она перешла по наследству к графу А. Н. Самойлову.
После второго раздела Речи Посполитой в 1793 году Смела отошла к Российской империи и стала местечком Черкасского уезда Киевской губернии.
В 1830-х годах началось её промышленное развитие. Важную роль в развитии города сыграл граф А. А. Бобринский, основавший здесь в 1840 году механический завод. Развитие города ускорилось после постройки в 1876 году через Смелу линии Фастов — Знаменка Фастовской железной дороги.
На начало XX столетия в местечке проживало 15 187 жителя, проводились две ярмарки, было 18 заводов с 1 130 рабочими и производством на 11 000 000 рублей (один свеклосахарный, один рафинадный, одна мельница и другие), существовала образцовая экономия — производство свекловицы.
В 1909 году усилиями Бобринских были основаны две гимназии (мужская и женская), сейчас в одном из этих зданий размещается гимназия имени В. Т. Сенатора, а в другом здании — лицей.
До 1917 года почти все земли были собственностью княгини Яшвили. Ей принадлежали кирпичная и спиртовая фабрики, цех по вышиванию, школа, баня, огромные массивы леса. Развиты были земледелие, садоводство, виноградарство и рыбоводство.
На 1923 год в местечке проживало 22 600 жителей и были мужская и женские гимназии.
По данным переписи 1926 года, украинцы составляли 66,9 % населения города, евреи — 25,2 %, русские — 5,6 %, поляки — 1,2 %. Украинский язык родным назвали 59,0 % населения Смелы, еврейский — 22,2 %, русский — 17,0 %, польский — 0,6 %.
В 1938 году к Смеле было присоединено село Гречковка.
В ходе Великой Отечественной войны 4 августа 1941 года город был оккупирован немецкими войсками, 29 января 1944 года — освобождён войсками 373-й сд 78-го ск 52-й армии 2-го Украинского фронта в ходе Корсунь-Шевченковской операции:
Войскам, прорвавшим оборону противника и участвовавшим в освобождении Смелы и других городов, приказом Верховного Главнокомандующего И. В. Сталина от 3 февраля 1944 года объявлена благодарность, и в Москве дан салют 20-ю артиллерийскими залпами из 224 орудий.

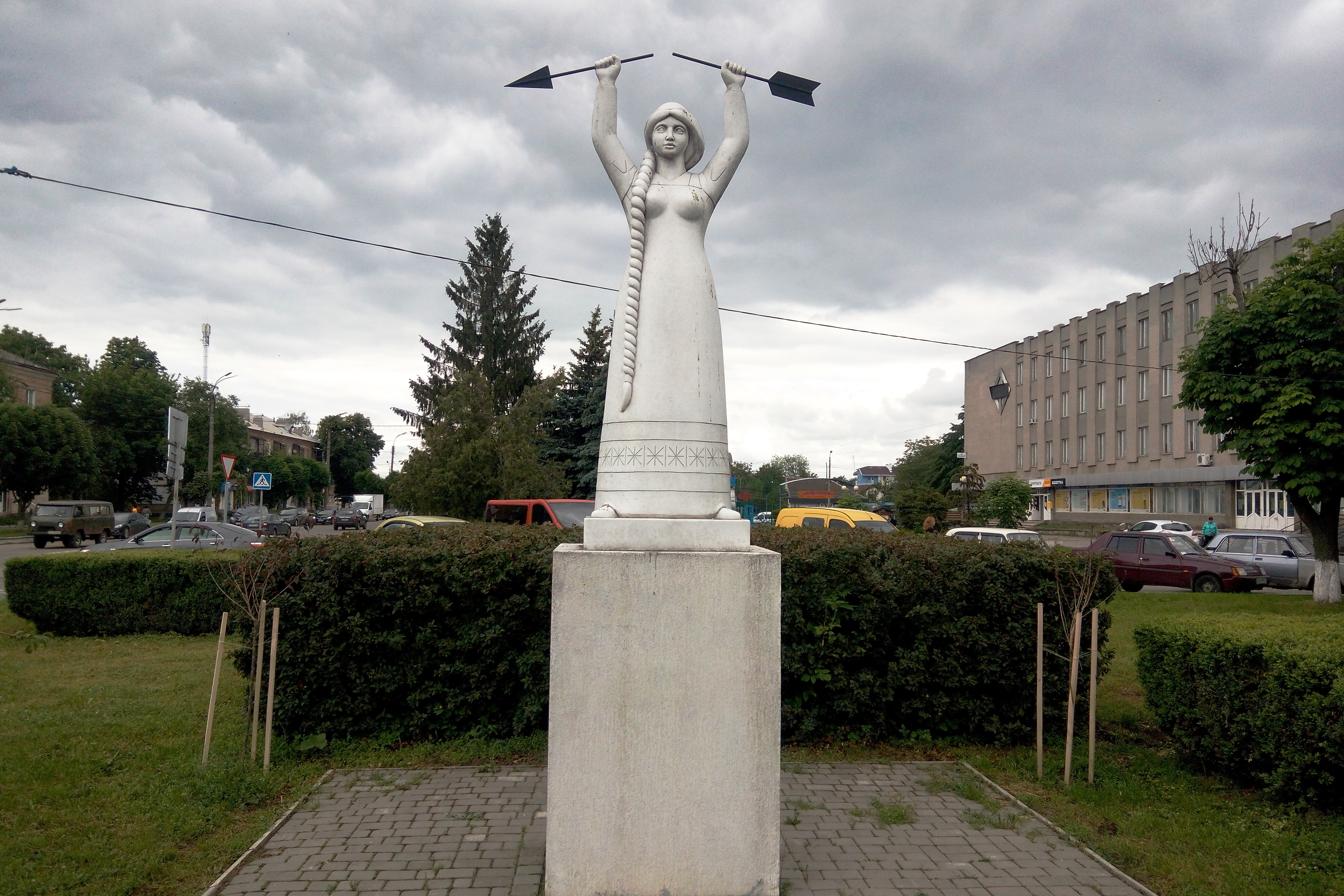
Памятник Смеле

В 1975 году численность населения составляла 59 тыс. человек, здесь действовали машиностроительный завод, электромеханический ремонтный завод, сахарный завод, пивоваренный завод; молочноконсервный комбинат, швейная фабрика, мебельная фабрика, предприятия по обслуживанию ж.-д. транспорта, техникум пищевой промышленности и краеведческий музей.
В январе 1989 года численность населения составляла 79 449 человек, в это время основой экономики города являлись машиностроение, металлообработка, пищевая и швейная промышленность.
В мае 1995 года Кабинет министров Украины утвердил решение о приватизации находившихся в городе АТП-17128, АТП-17161, строительно-монтажного управления, машиностроительного завода, райсельхозхимии, в июле 1995 года было утверждено решение о приватизации завода «Металлист» и хлебозавода.
В 1997 году по решению Кабинета министров Украины было сокращено количество учебных заведений: профессионально-технические училища № 4, 5 и 12 объединили в Центр подготовки и переподготовки рабочих кадров.
В связи с наличием задолженности перед частной компанией ООО «Смела Энергоинвест», отопительный сезон 2017/2018 года в городе начался с большим опозданием 16-17 ноября 2017 и был досрочно завершён 1 февраля 2018; отопительный сезон 2018/2019 года не начался, в связи с чем 12 ноября 2018 года в городе было объявлено чрезвычайное положение.

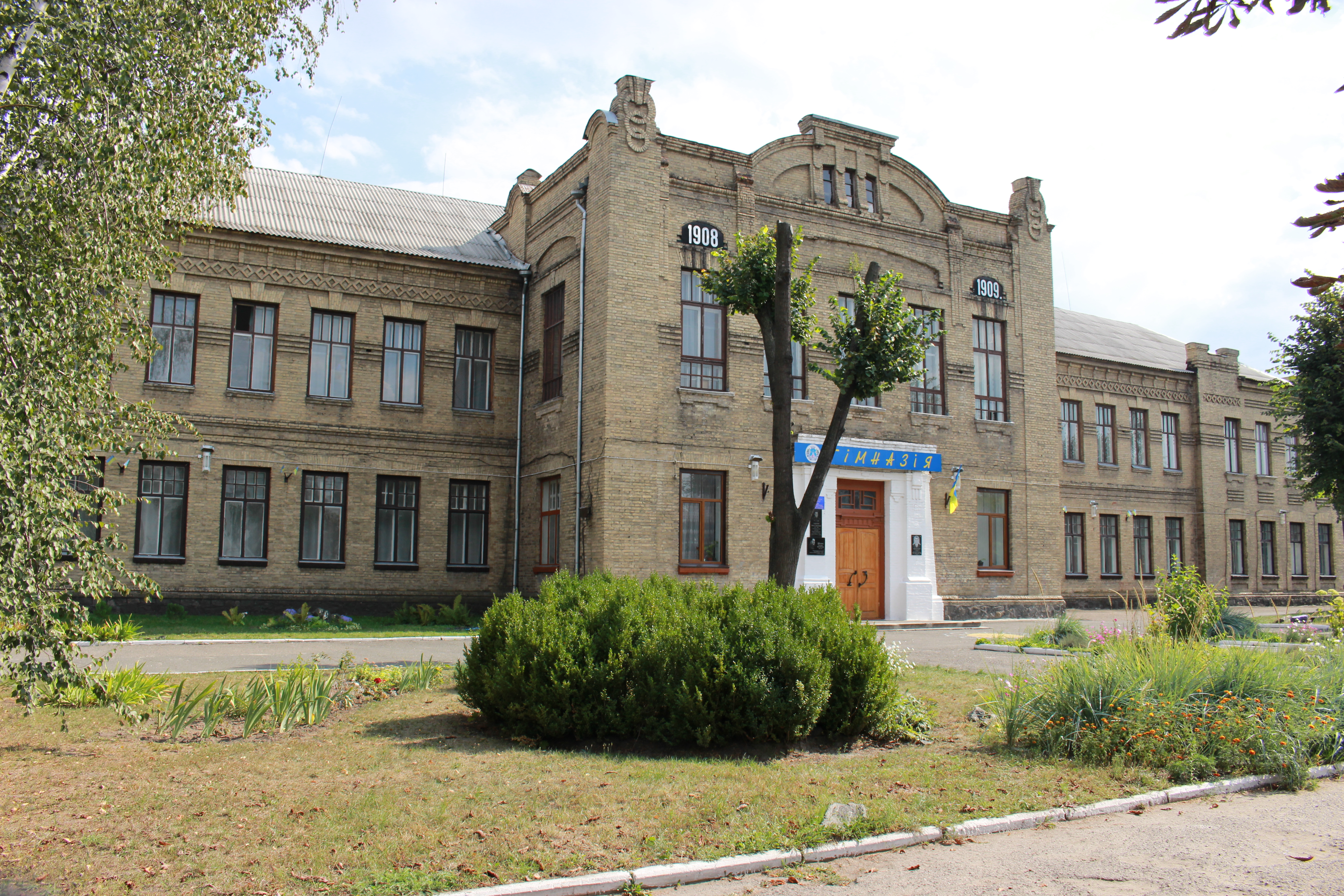
Мужская гимназия
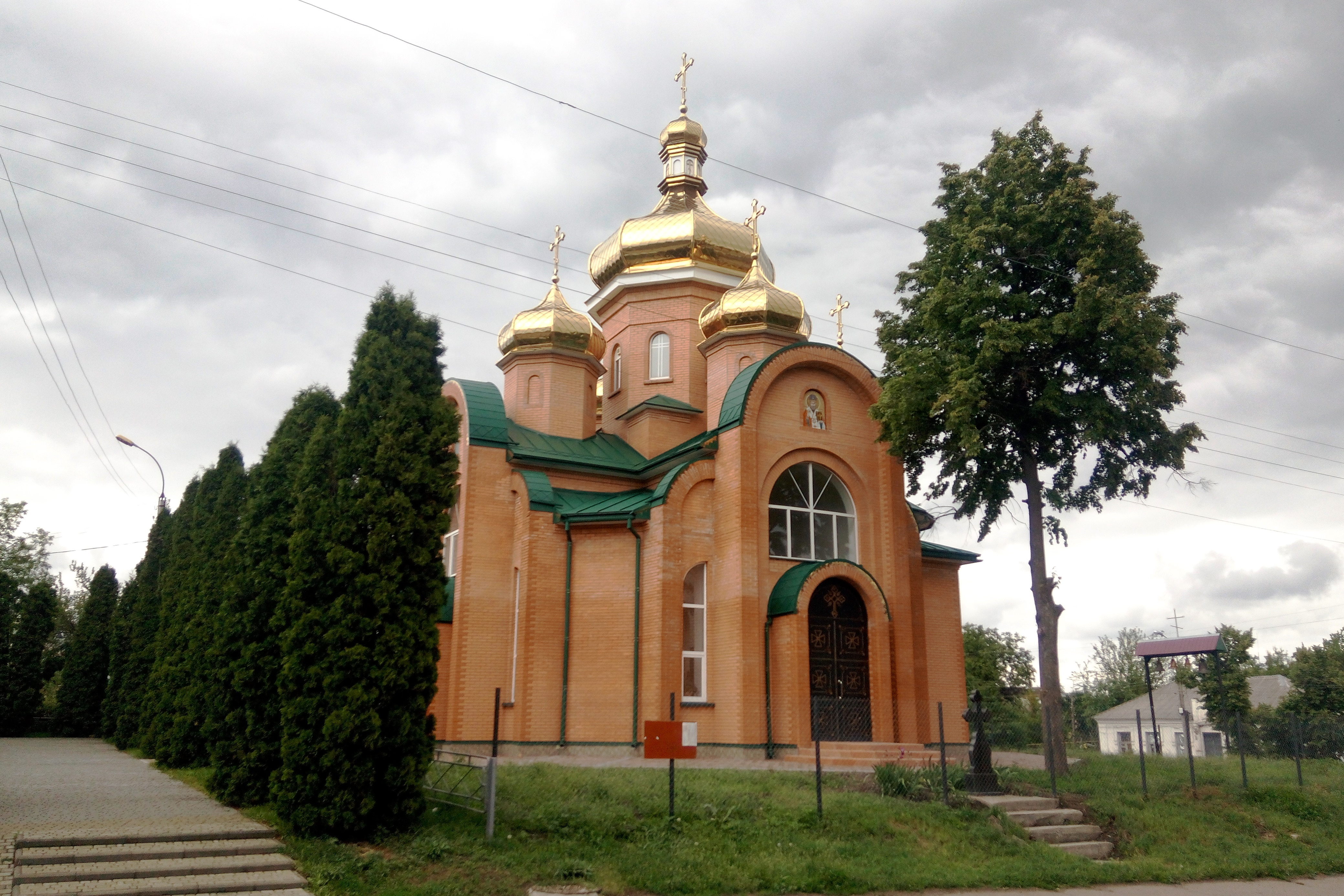
Храм Рождества Иоанна Xрестителя
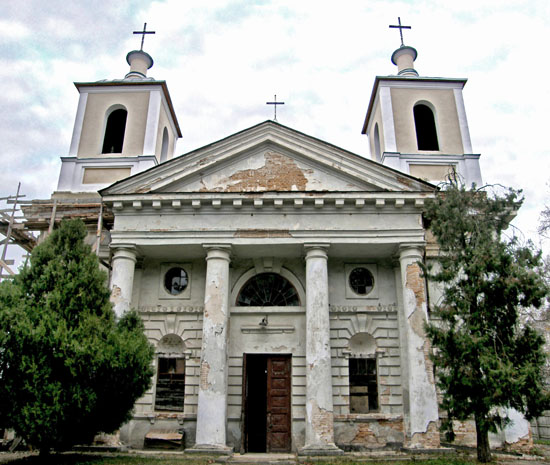
Успенский костёл
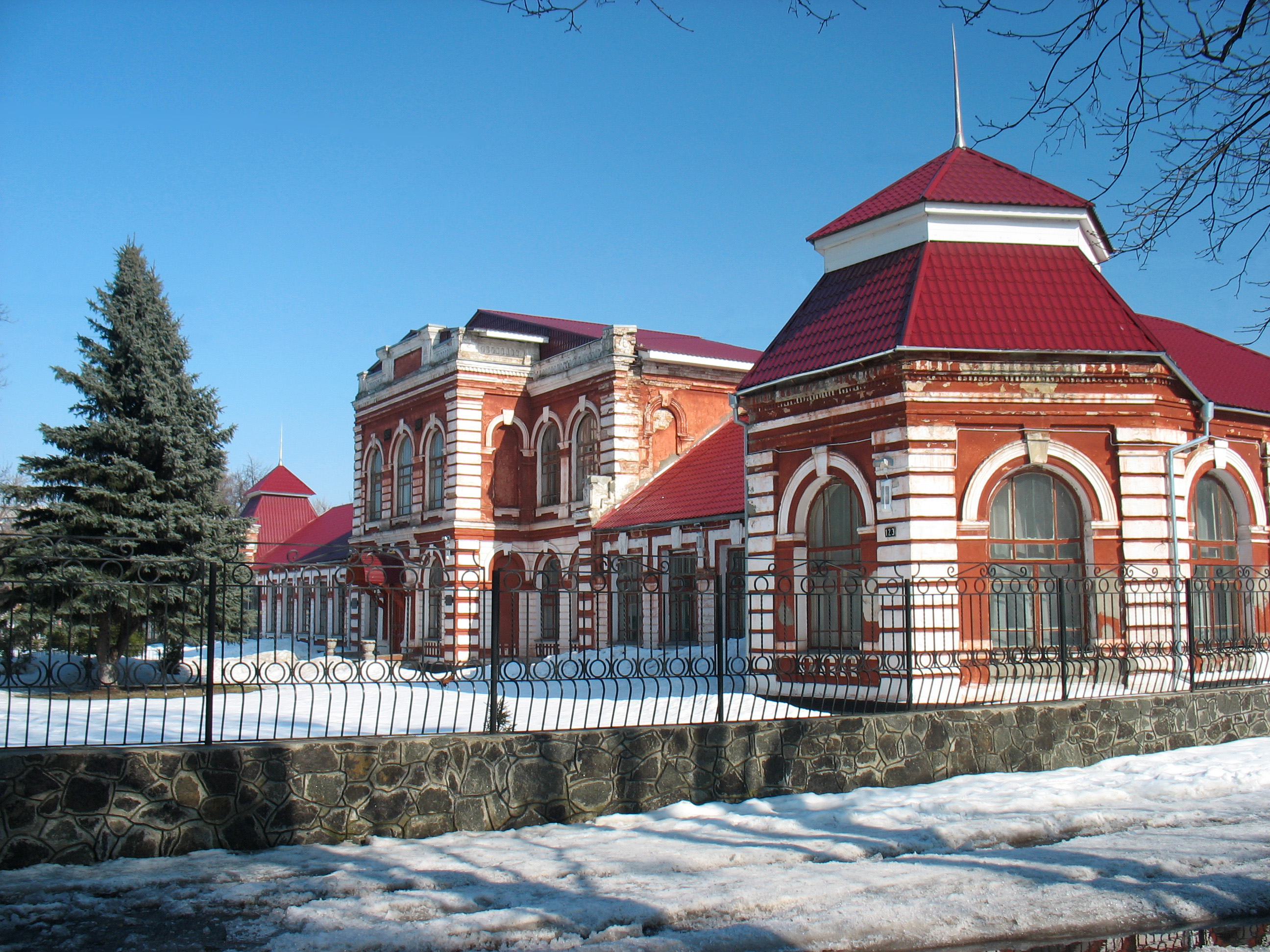
Бывшая женская гимназия
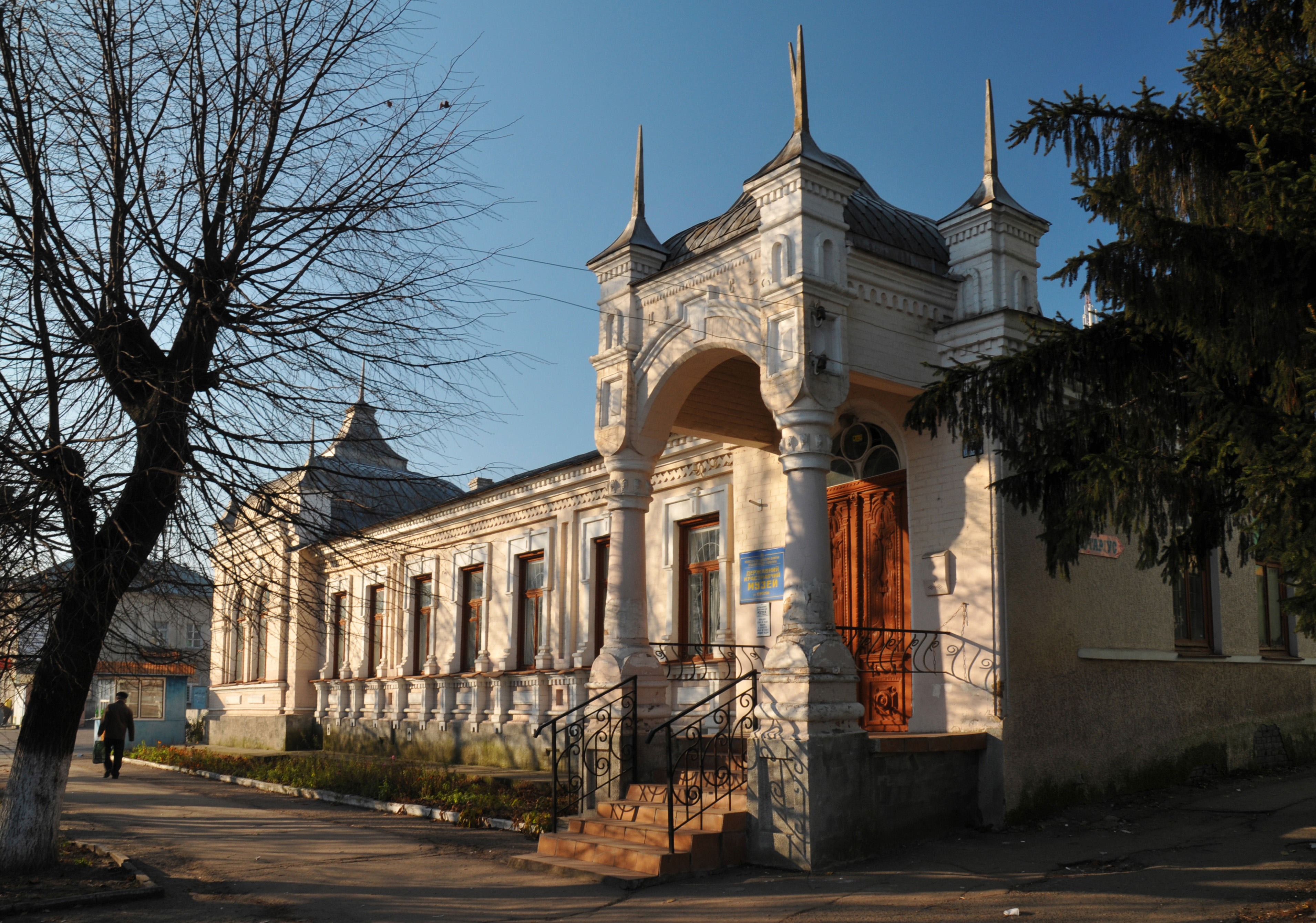
Краеведческий музей

### Вторжение России на Украину
29 декабря 2023 года российские войска нанесли ракетный удар по городу Смела, в результате чего были полностью уничтожены 8 жилых домов, повреждено — 83, а также пострадало 9 человек, среди которых один ребёнок.
25 апреля 2024 ВС РФ нанесли ракетные удары по Черкасской области. В Смеле повреждения получил объект электроэнергетики, а также 47 малоэтажных жилых домов. Пострадало 6 человек.

## Население
| 1845 | 1860   | 1897   | 1926   | 1939   | 1959   | 1970   | 1979   | 1989   | 2001   | 2012   | 2021   |
| ---- | ------ | ------ | ------ | ------ | ------ | ------ | ------ | ------ | ------ | ------ | ------ |
| 8000 | 12 600 | 15 200 | 23 000 | 34 000 | 44 534 | 55 474 | 62 282 | 79 449 | 69 681 | 68 667 | 66 475 |

На 24.10.2023 года численность населения составляла ↘66 481 человек.
По данным переписи 1926 года, украинцы составляли 66,9 % населения города, евреи — 25,2 %, русские — 5,6 %, поляки — 1,2 %.
По данным переписи 2001 года, украинцы составляли 89,54 % населения Смелы, русские — 8,69 %.

### Языковой состав
По данным переписи 1926 года, украинский язык родным назвали 59,0 % населения Смелы, еврейский — 22,2 %, русский — 17,0 %, польский — 0,6 %.
Родной язык населения по данным переписи 2001 года:
| Язык       | Численность, чел. | Доля     |
| ---------- | ----------------- | -------- |
| Украинский | 61 186            | 89,10 %  |
| Русский    | 6 956             | 10,13 %  |
| Другое     | 529               | 0,77 %   |
| Итого      | 68 671            | 100,00 % |

Украинский язык является единственным официальным и основным языком города.
Вторжение России на Украину спровоцировало новую волну украинизации в городе, всё больше людей предпочитают говорить на украинском языке.
По данным Государственной службы статистики Украины в 2023/24 учебном году все 114 960 учащихся в учреждениях общего среднего образования в Черкасской области обучались в украиноязычных классах.

## Экономика
Бо́льшая часть промышленности Смелы ориентирована на машиностроение, кроме него важна и пищевая промышленность. Смелянский электромеханический завод производит ремонт электрических машин (тяговых двигателей, генераторов, вспомогательных электромашин локомотивов) для нужд железнодорожного транспорта. Также существует Вагоностроительный завод, который производит железнодорожные локомотивы и подвижной состав. Кроме того, развита машиностроительная индустрия, представленная Смелянским машиностроительным заводом.

## Транспорт

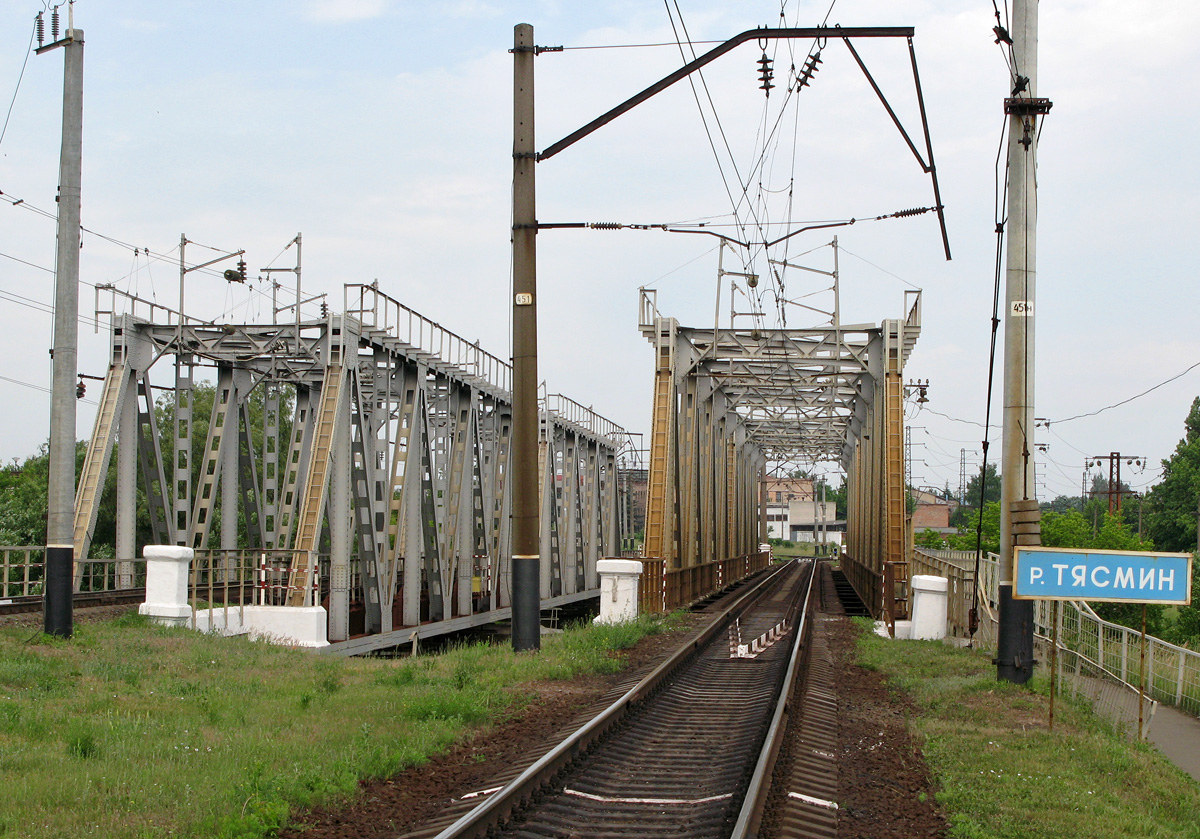
Железнодорожный мост

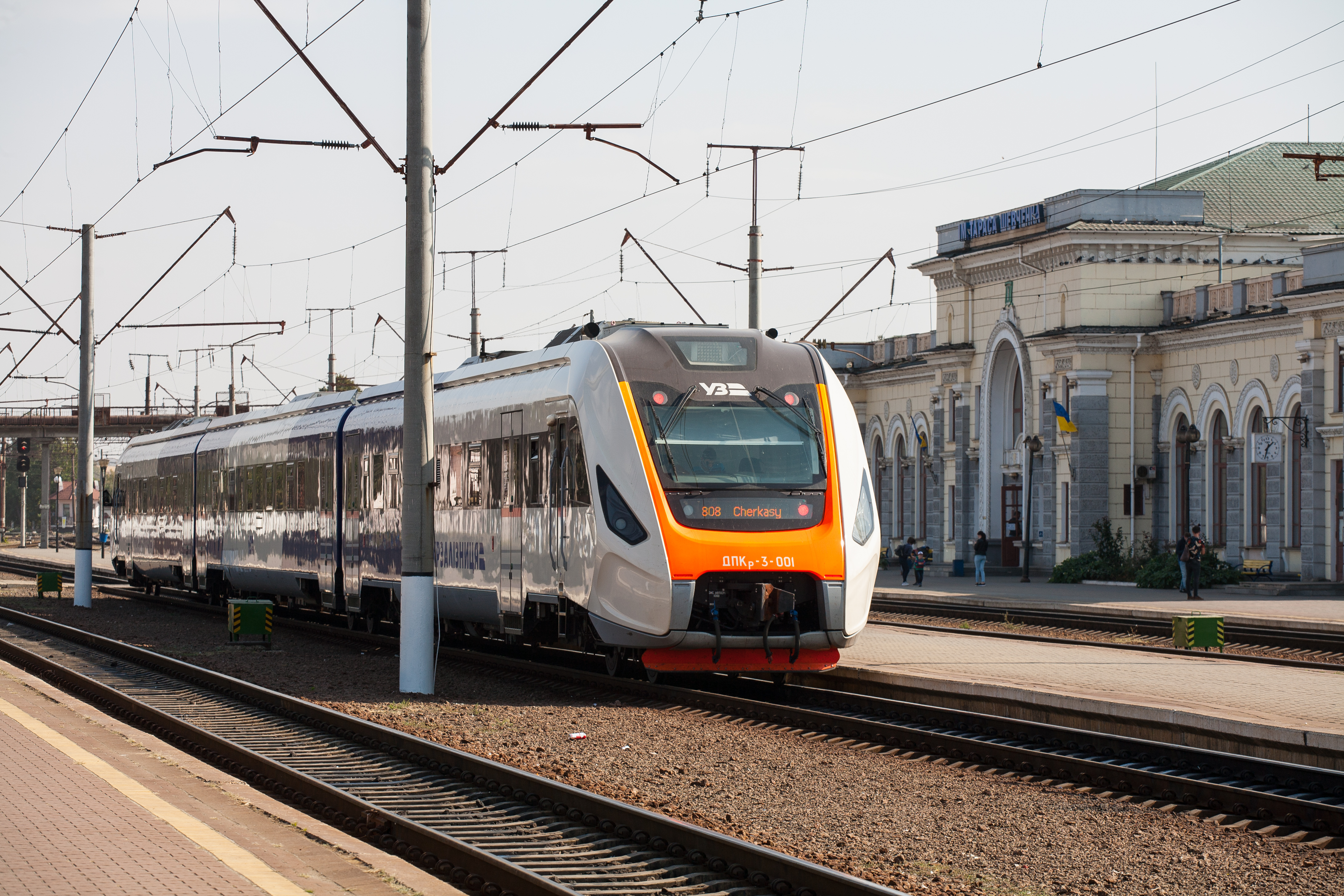
Железнодорожный вокзал станции им. Шевченко

Железнодорожная станция Смела находится на линии Помошная — Гребёнка, вторая станция в Смеле узловая станция им. Тараса Шевченко, связывающая город со многими регионами Украины, Белоруссии, Прибалтики и Российской Федерацией.
Через город проходят автомобильные дороги Киев — Знаменка и Золотоноша — Умань.

## Спорт
В городе базировался футбольный клуб «Локомотив», неоднократно становившийся чемпионом Черкащины, а в 1996—1998 годах выступавший во второй лиге Украины.

## Известные люди
Уроженцы:
- Борилин, Борис Семёнович (1901—1938) — советский экономист.
- Воиншин, Ефим Андреевич (1920—1982) — старший сержант Рабоче-крестьянской Красной армии, участник Великой Отечественной и советско-японской войн, Герой Советского Союза (1945).
- Проскура, Георгий Фёдорович (1876—1958) — советский учёный, специалист в области гидромашиностроения и гидроаэродинамики, академик АН УССР (1929), заслуженный деятель науки и техники УССР (1944)
- Бородин, Николай Иванович (1906—?) — советский военный деятель, полковник (1943).
- Воскобойник, Константин Павлович — первый правитель локотского государства.
- Грушевой, Константин Степанович (1906—1982) — советский военачальник, генерал-полковник, друг Леонида Ильича Брежнева.
- Заславский, Михаил Абрамович (1921—1993), советский таксидермист, автор множества книг по таксидермии и музейному делу, основоположник современной школы таксидермии.
- Карпов, Валерий Викторович (род. 1984) — украинский спортсмен и тренер (пауэрлифтинг).
- Ковпак, Александр Александрович (род. 1983) — украинский футболист, нападающий футбольного клуба «Ворскла».
- Козлов, Александр Андреевич (1880—1940) — один из главных архитекторов старого Екатеринодара и Сальска; ученик Ф. О. Шехтеля.
- Матушевский, Фёдор Павлович (1869—1919) — общественный деятель, публицист, литературовед, критик.
- Мединский, Владимир Ростиславович (род. 1970) — российский государственный и политический деятель, публицист и писатель. Министр культуры Российской Федерации с 21 мая 2012 года по 15 января 2020 года.
- Мордухович, Абрам Ильич (1922—2013) — активный участник ВОВ. Почётный гражданин городов Биробиджан и Кладно.
- Сенатор, Василий Трофимович (1921—1944) — советский военный лётчик, участник Великой Отечественной войны, Герой Советского Союза (1943).
- Тычинский, Ежи[пол.] (1907—2003) — польский актёр.
- Шлифер, Шлойме Михелевич (1889—1957) — главный раввин Москвы с 1943 года.
- Штерн, Григорий Михайлович (1900—1941) — известный советский военный деятель.

Жили:
- Величко, Максим Константинович (1922—1997) — Герой Социалистического Труда и полный Кавалер ордена Славы.
- Любомирский, Франтишек Ксаверий (1747—1819) — глава польского рода Любомирских, староста сецеховский, генерал русской армии.

Градоначальники
- Цыбко, Алексей Александрович (1967—2022) — украинский регбист, президент Федерации регби Украины, градоначальник Смелы с 29 октября 2015 по 1 марта 2017.

## Города-побратимы
- Ньютон, США
- Кендзежин-Козле, Польша
- Ватутино, Украина
- Овруч, Украина
- Ковель, Украина

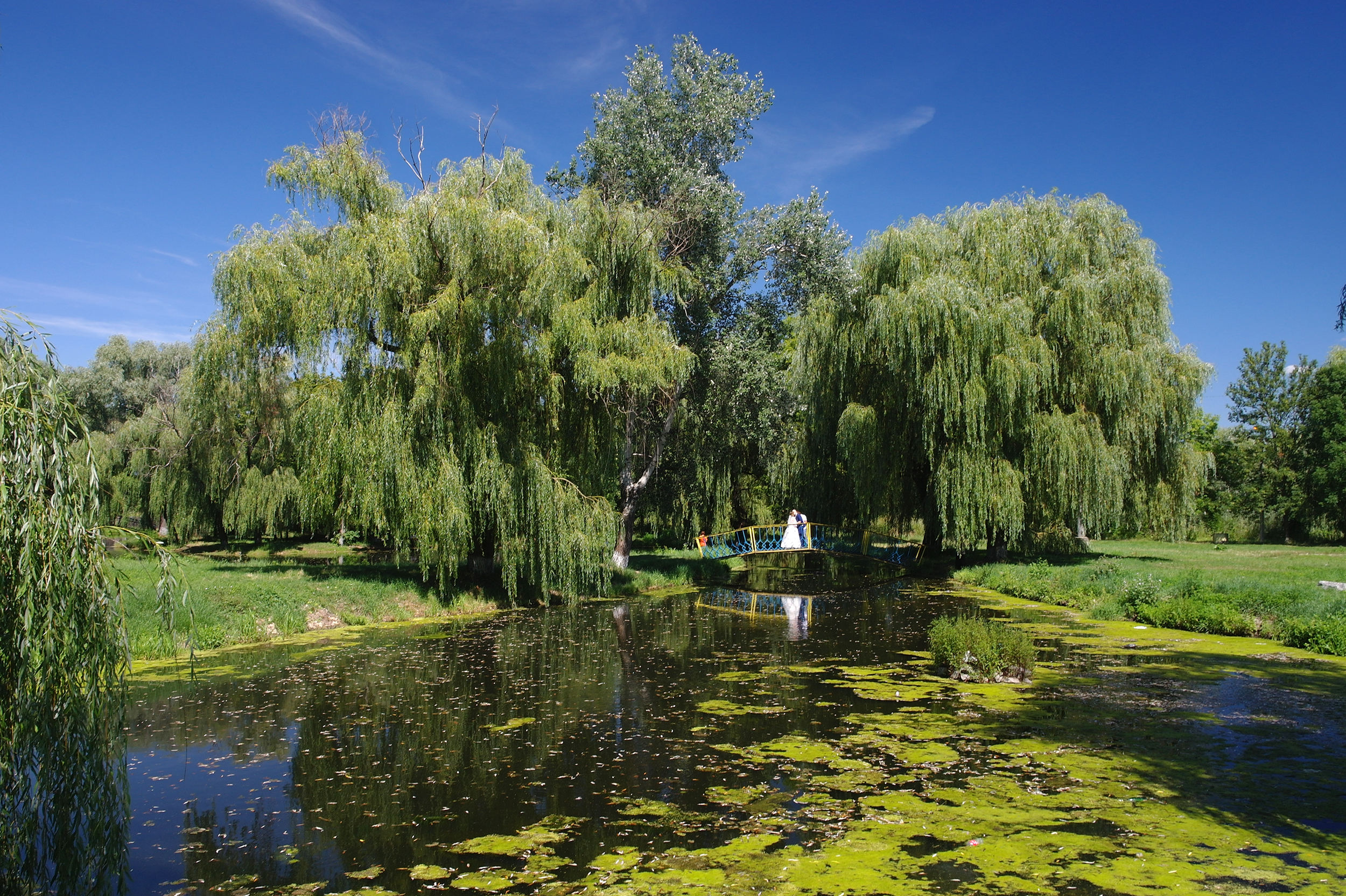
Городской парк

- Ионава, Литва (с 2012 года)
- Орхей, Молдавия